# Poliojni

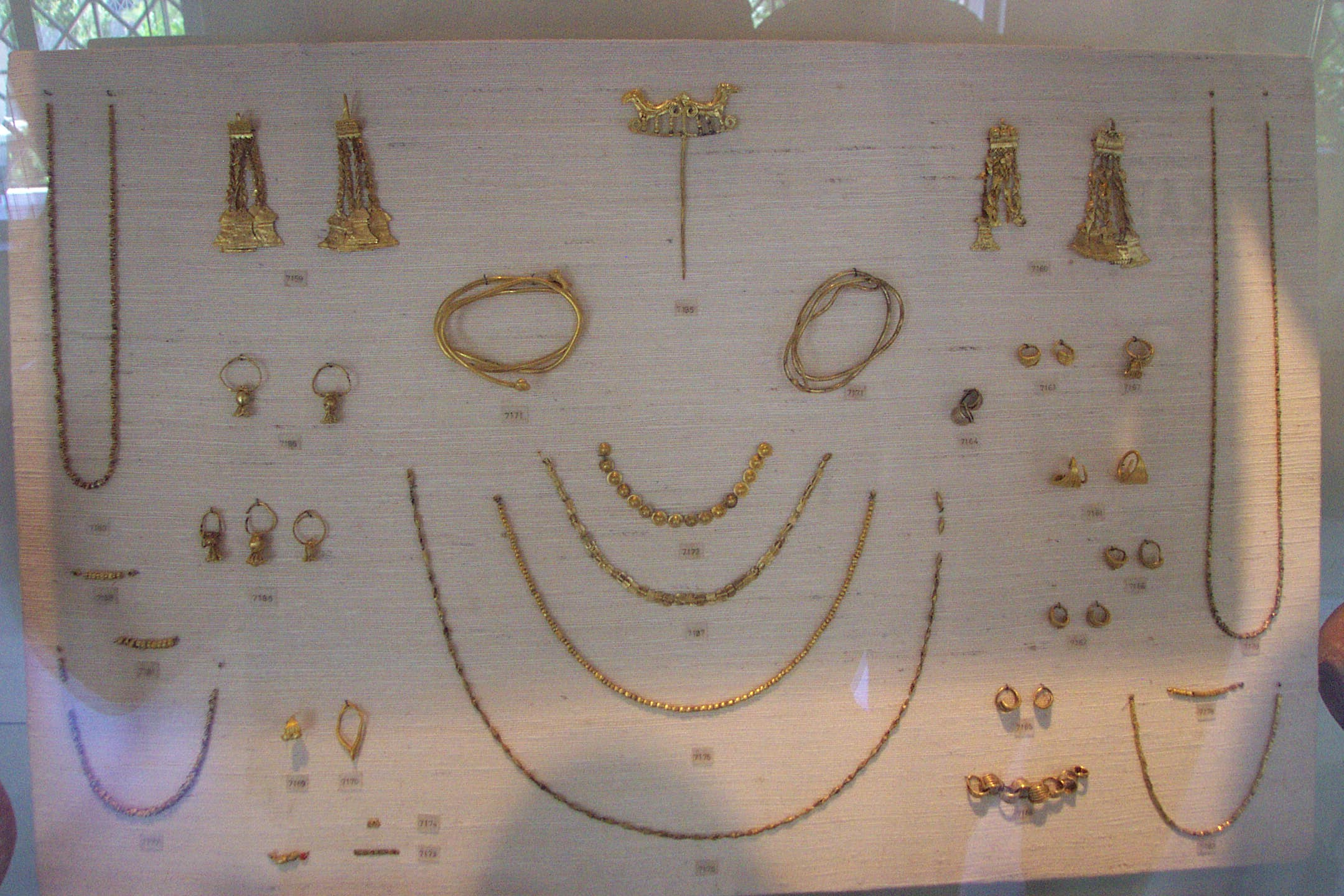
Algunos objetos del llamado «tesoro de Poliojni», hacia el 2500 a. C., Museo Arqueológico Nacional de Atenas.

Poliojni o Poliocne (en griego, Πολιόχνη) es un yacimiento arqueológico del este de la isla de Lemnos (Grecia). Las excavaciones en este sitio fueron llevadas a cabo por la Escuela Italiana de Atenas entre 1930 y 1936 bajo la dirección de Alessandro della Seta; luego entre 1951 y 1961, dirigidas por Luigi Bernabo Brea y posteriormente entre 1986 y 1997, coordinadas por Santo Tiné.
Estuvo habitado desde el V milenio hasta finales del II milenio a. C. Algunas de las condiciones que favorecieron el asentamiento fueron la existencia de un puerto seguro, la abundancia de agua potable, la presencia de un área apta para el cultivo y la posición estratégica para el comercio. Se encontraba enfrente del asentamiento de Troya en Anatolia. 
Durante la Edad del Bronce Antigua el asentamiento se desarrolló gradualmente hasta alcanzar unos 1500 habitantes. Por su desarrollo en este periodo se considera la ciudad más antigua de Europa. Durante su mayor auge se construyeron muros de fortificación, edificios públicos, mansiones, casas más pequeñas, pozos, canalizaciones de agua y caminos pavimentados. Además, en la llamada habitación 643 se encontró un importante tesoro de joyas que se ha fechado en torno al 2500 a. C. y que tiene similitudes con el «tesoro de Príamo» de Troya. Entre el 2400 y el 2100 a. C. tuvo un declive hasta que un gran terremoto que tuvo lugar hacia el 2100 a. C. provocó la destrucción y un abandono casi total del asentamiento.
Posteriormente volvió a ser habitado durante el II milenio a. C., pero los escasos restos de edificios indican que el asentamiento tuvo una menor escala que el del Bronce Antiguo hasta que fue abandonado a finales de la Edad del Bronce Tardío.